# Dây gân
Dây gân hay còn gọi đòn kẻ cắp (danh pháp khoa học: Gouania leptostachya) là một loài thực vật có hoa trong họ Táo. Loài này được DC. mô tả khoa học đầu tiên năm 1825.